# Championnat de France de basket-ball 1999-2000
Navigation
Saison précédente Saison suivante
La saison 1999-2000 du championnat de France de basket-ball de Pro A est la 78e édition du championnat de France masculin de basket-ball, la 13e depuis la création de la LNB.
Le championnat de Pro A de basket-ball est le plus haut niveau du championnat de France.
Seize clubs participent à la compétition. À la fin de la saison régulière, les équipes classées de 1 à 8 sont automatiquement qualifiées pour les quarts de finale des playoffs. Le vainqueur de ces playoffs est désigné Champion de France. L'équipe classée 16e de Pro A à l'issue de la saison régulière du championnat, descend en Pro B. Elle est remplacée par le club champion de France de Pro B. L'équipe classée 15e de Pro A à l'issue de la saison régulière du championnat dispute les barrages avec les équipes classées de 2 à 8 en Pro B.
Le tenant du titre, Pau-Orthez, va tenter de conserver son titre pour la troisième année consécutive.
Strasbourg et Châlons ont rejoint la Pro A à l’issue de la saison 1998-1999. Châlons, 16e de la saison régulière et Limoges sont relégués en Pro B. En effet, bien que Limoges ait remporté le titre de champion de France, le club, en proie à de graves problèmes financiers, est rétrogradé sur décision de la commission de gestion de la ligue.
La saison régulière a débuté le 14 septembre 1999 et s'est terminé le 15 avril 2000. Limoges a remporté le championnat pour la neuvième fois de son histoire en battant en finale l'ASVEL en trois manches.

## Clubs participants
| Clubs                | Salles (Capacités)                                    | Villes               |
| -------------------- | ----------------------------------------------------- | -------------------- |
| Antibes              | Espace sportif Jean Bunoz (5000 places)               | Antibes              |
| Besançon             | Palais des Sports (4000 places)                       | Besançon             |
| Chalon-sur-Saône     | Maison des Sports (2200 places)                       | Chalon-sur-Saône     |
| Châlons-en-Champagne | Palais des sports Pierre-de-Coubertin (2800 places)   | Châlons-en-Champagne |
| Cholet               | La Meilleraie (4 500 places)                          | Cholet               |
| Dijon                | Palais des sports Jean-Michel-Geoffroy (4 628 places) | Dijon                |
| Évreux               | Salle Jean Fourre (3400 places)                       | Évreux               |
| Gravelines           | Sportica (3 500 places)                               | Gravelines           |
| Le Mans              | Antarès (6 000 places)                                | Le Mans              |
| Limoges              | Palais des Sports de Beaublanc (5500 places)          | Limoges              |
| Lyon-Villeurbanne    | Astroballe (5 600 places)                             | Villeurbanne         |
| Montpellier          | Palais des sports Pierre-de-Coubertin (4800 places)   | Montpellier          |
| Nancy                | Palais des sports Jean Weille (6 027 places)          | Nancy                |
| PSG Racing           | Stade Pierre-de-Coubertin (4 200 places)              | Paris                |
| Pau-Orthez           | Palais des sports de Pau (7 813 places)               | Pau                  |
| Strasbourg           | Rhenus Sport (6 200 places)                           | Strasbourg           |

## Classement final de la saison régulière
| Rang | Équipe                | Pts | J  | G  | P  | Pp   | Pc   | Diff |
| ---- | --------------------- | --- | -- | -- | -- | ---- | ---- | ---- |
| 1    | Lyon-Villeurbanne (F) | 54  | 30 | 24 | 6  | 2336 | 2043 | 293  |
| 2    | Limoges (C)           | 51  | 30 | 21 | 9  | 2228 | 2052 | 176  |
| 3    | Pau-Orthez (T)        | 51  | 30 | 21 | 9  | 2256 | 2145 | 111  |
| 4    | Cholet                | 49  | 30 | 19 | 11 | 2235 | 2146 | 89   |
| 5    | Strasbourg (P)        | 48  | 30 | 18 | 12 | 2173 | 2134 | 39   |
| 6    | PSG Racing            | 48  | 30 | 18 | 12 | 2198 | 1974 | 224  |
| 7    | Le Mans               | 47  | 30 | 17 | 13 | 2255 | 2184 | 71   |
| 8    | Chalon-sur-Saône      | 46  | 30 | 16 | 14 | 2207 | 2078 | 129  |
| 9    | Dijon                 | 46  | 30 | 16 | 14 | 2288 | 2208 | 80   |
| 10   | Nancy                 | 43  | 30 | 13 | 17 | 2102 | 2147 | -45  |
| 11   | Besançon              | 42  | 30 | 12 | 18 | 2201 | 2242 | -41  |
| 12   | Évreux                | 41  | 30 | 11 | 19 | 2181 | 2296 | -115 |
| 13   | Antibes               | 41  | 30 | 11 | 19 | 2023 | 2248 | -225 |
| 14   | Gravelines            | 39  | 30 | 9  | 21 | 2105 | 2363 | -258 |
| 15   | Montpellier           | 37  | 30 | 7  | 23 | 2059 | 2384 | -325 |
| 16   | Châlons (P)           | 37  | 30 | 7  | 23 | 2101 | 2304 | -203 |

|     | Qualification pour les Play-offs 2000 |
|     | Barrage Pro A/Pro B                   |
|     | Relégation en Pro B                   |
| (T) | Tenant du titre 1999                  |
| (F) | Finaliste 1999                        |
| (P) | Promu 1999                            |
| (C) | Vainqueur Coupe de France             |

## Playoffs
|  | Quarts de finale           | Quarts de finale    | Quarts de finale | Quarts de finale      |             |    | Demi-finales          | Demi-finales | Demi-finales | Demi-finales |  |  | Finale | Finale | Finale | Finale |
|  |                            |                     |                  |                       |             |    |                       |              |              |              |  |  |        |        |        |        |
|  | 22 et 25 avril 2000        |                     |                  |                       |             |    |                       |              |              |              |  |  |        |        |        |        |
|  |                            |                     |                  |                       |             |    |                       |              |              |              |  |  |        |        |        |        |
|  | (1) Lyon Villeurbanne      | 72                  | 66               |                       |             |    |                       |              |              |              |  |  |        |        |        |        |
|  | (1) Lyon Villeurbanne      | 72                  | 66               | 6 et 9 mai 2000       |             |    |                       |              |              |              |  |  |        |        |        |        |
|  | (8) Chalon-sur-Saône       | 50                  | 65               |                       |             |    |                       |              |              |              |  |  |        |        |        |        |
|  | (8) Chalon-sur-Saône       | 50                  | 65               | (1) Lyon Villeurbanne | 81          | 76 |                       |              |              |              |  |  |        |        |        |        |
|  | 22 et 25 avril 2000        |                     |                  | (1) Lyon Villeurbanne | 81          | 76 |                       |              |              |              |  |  |        |        |        |        |
|  |                            | (5) Strasbourg      | 62               | 69                    |             |    |                       |              |              |              |  |  |        |        |        |        |
|  | (4) Cholet                 | (5) Strasbourg      | 62               | 69                    | 56          | 79 |                       |              |              |              |  |  |        |        |        |        |
|  | (4) Cholet                 |                     |                  |                       | 56          | 79 | 16, 20 et 27 mai 2000 |              |              |              |  |  |        |        |        |        |
|  | (5) Strasbourg             | 74                  | 92               |                       |             |    |                       |              |              |              |  |  |        |        |        |        |
|  | (5) Strasbourg             | 74                  | 92               | (1) Lyon Villeurbanne | 74          | 69 | 66                    |              |              |              |  |  |        |        |        |        |
|  | 22, 25 avril et 2 mai 2000 |                     |                  | (1) Lyon Villeurbanne | 74          | 69 | 66                    |              |              |              |  |  |        |        |        |        |
|  |                            | (2) Limoges         | 87               | 58                    | 78          |    |                       |              |              |              |  |  |        |        |        |        |
|  | (2) Limoges                | (2) Limoges         | 87               | 58                    | 78          | 70 | 60                    | 80           |              |              |  |  |        |        |        |        |
|  | (2) Limoges                | 6, 9 et 13 mai 2000 |                  |                       |             | 70 | 60                    | 80           |              |              |  |  |        |        |        |        |
|  | (7) Le Mans                | 65                  | 65               | 72                    |             |    |                       |              |              |              |  |  |        |        |        |        |
|  | (7) Le Mans                | 65                  | 65               | 72                    | (2) Limoges | 72 | 60                    | 85           |              |              |  |  |        |        |        |        |
|  | 22, 25 avril et 2 mai 2000 |                     |                  |                       | (2) Limoges | 72 | 60                    | 85           |              |              |  |  |        |        |        |        |
|  |                            | (3) Pau-Orthez      | 60               | 69                    | 66          |    |                       |              |              |              |  |  |        |        |        |        |
|  | (3) Pau-Orthez             | (3) Pau-Orthez      | 60               | 69                    | 66          | 69 | 71                    | 75           |              |              |  |  |        |        |        |        |
|  | (3) Pau-Orthez             |                     |                  |                       |             | 69 | 71                    | 75           |              |              |  |  |        |        |        |        |
|  | (6) PSG Racing             | 62                  | 79               | 64                    |             |    |                       |              |              |              |  |  |        |        |        |        |
|  | (6) PSG Racing             | 62                  | 79               | 64                    |             |    |                       |              |              |              |  |  |        |        |        |        |
|  |                            |                     |                  |                       |             |    |                       |              |              |              |  |  |        |        |        |        |

Le match aller se joue chez l'équipe la mieux classée lors de la saison régulière, le match retour chez l'équipe la moins bien classée et la belle éventuelle chez l'équipe la mieux classée lors de la saison régulière.

## Leaders de la saison régulière
| Catégorie                  | Joueur          | Équipe     | Statistiques |
| -------------------------- | --------------- | ---------- | ------------ |
| Points par match           | John White      | Strasbourg | 19,6         |
| Rebonds par match          | Antonio Garcia  | Dijon      | 11,3         |
| Passes décisives par match | Andre Woolridge | Le Mans    | 8,4          |
| Interceptions par match    | Stanley Jackson | Dijon      | 2,4          |
| Contres par match          | Christophe Oyie | Gravelines | 2,0          |
| % aux tirs                 | Dwayne Scholten | Le Mans    | 66,1 %       |
| % aux lancer-francs        | Laurent Pluvy   | ASVEL      | 94,2 %       |
| % à 3 points               | Jay Larranaga   | ASVEL      | 50,6 %       |

## Récompenses individuelles
| - MVP français : - MVP étranger : - Meilleur défenseur : - Meilleur espoir : - Meilleur entraîneur : | Moustapha Sonko (ASVEL) Marcus Brown (Limoges) Jim Bilba (ASVEL) David Gautier (Cholet) Christophe Vitoux (Strasbourg) et Duško Ivanović (Limoges) |

- Moustapha Sonko (ASVEL) et Marcus Brown (Limoges) ont été élus MVP français et étranger selon le référendum L'Équipe établi auprès des journalistes.